# NFC West
National Football Conference – Western Division, eller NFC West, är en av fyra divisioner i National Football League (NFL). NFC West är den västra divisionen i National Football Conference (NFC). Divisionen består av de fyra lagen San Francisco 49ers, Seattle Seahawks, Los Angeles Rams och Arizona Cardinals.
Divisionen bildades 1967 som National Football League Coastal Division, eftersom alla dess lag fanns relativt nära USA:s kust, om än motsatta kuster, vilket ledde till långa resor mellan divisionsrivaler. NFL Coastal Division hade fyra medlemmar:  Atlanta Falcons, Baltimore Colts, Los Angeles Rams, och San Francisco 49ers.
Efter sammanslagningen av AFL och NFL 1970 döptes divisionen om till NFC West. Baltimore flyttades till AFC East och ersattes av New Orleans Saints som kom från den östra konferensen. 1976 spelade det nybildade laget Seattle Seahawks en säsong i NFC West innan man flyttade till AFC West. Divisionen var därefter oförändrad till 1995 då expansionslaget Carolina Panthers lades till. Med Rams flytt till St. Louis innan säsongen blev divisionen geografiskt missvisande med 10 av de 15 lagen i NFC placerade väst om Atlanta och 12 av dem väster om Charlotte.
2002 omorganiserades NFC West och Atlanta, Carolina och New Orleans flyttade till NFC South medan Arizona flyttade in från NFC East och Seattle kom tillbaka från AFC West.

## Divisionsuppställningar
| NFL Western Conference Coastal Division | NFL Western Conference Coastal Division | NFL Western Conference Coastal Division | NFC West Division  | NFC West Division  | NFC West Division  | NFC West Division  | NFC West Division  | NFC West Division  | NFC West Division  | NFC West Division  | NFC West Division  | NFC West Division  | NFC West Division  | NFC West Division  | NFC West Division  | NFC West Division  | NFC West Division  | NFC West Division  | NFC West Division  | NFC West Division  | NFC West Division  | NFC West Division  | NFC West Division  | NFC West Division  | NFC West Division  | NFC West Division  | NFC West Division  | NFC West Division  | NFC West Division  | NFC West Division  | NFC West Division  | NFC West Division  | NFC West Division  | NFC West Division  |
| --------------------------------------- | --------------------------------------- | --------------------------------------- | ------------------ | ------------------ | ------------------ | ------------------ | ------------------ | ------------------ | ------------------ | ------------------ | ------------------ | ------------------ | ------------------ | ------------------ | ------------------ | ------------------ | ------------------ | ------------------ | ------------------ | ------------------ | ------------------ | ------------------ | ------------------ | ------------------ | ------------------ | ------------------ | ------------------ | ------------------ | ------------------ | ------------------ | ------------------ | ------------------ | ------------------ | ------------------ |
| 1900-talet                              | 1900-talet                              | 1900-talet                              | 1900-talet         | 1900-talet         | 1900-talet         | 1900-talet         | 1900-talet         | 1900-talet         | 1900-talet         | 1900-talet         | 1900-talet         | 1900-talet         | 1900-talet         | 1900-talet         | 1900-talet         | 1900-talet         | 1900-talet         | 1900-talet         | 1900-talet         | 1900-talet         | 1900-talet         | 1900-talet         | 1900-talet         | 1900-talet         | 1900-talet         | 1900-talet         | 1900-talet         | 1900-talet         | 1900-talet         | 1900-talet         | 1900-talet         | 1900-talet         | 2000-talet         | 2000-talet         |
| 67                                      | 68                                      | 69                                      | 70                 | 71                 | 72                 | 73                 | 74                 | 75                 | 76                 | 77                 | 78                 | 79                 | 80                 | 81                 | 82                 | 83                 | 84                 | 85                 | 86                 | 87                 | 88                 | 89                 | 90                 | 91                 | 92                 | 93                 | 94                 | 95[A]              | 96                 | 97                 | 98                 | 99                 | 00                 | 01                 |
| Atlanta Falcons                         |                                         |                                         |                    |                    |                    |                    |                    |                    |                    |                    |                    |                    |                    |                    |                    |                    |                    |                    |                    |                    |                    |                    |                    |                    |                    |                    |                    |                    |                    |                    |                    |                    |                    |                    |
| Los Angeles Rams                        | Los Angeles Rams                        | Los Angeles Rams                        | Los Angeles Rams   | Los Angeles Rams   | Los Angeles Rams   | Los Angeles Rams   | Los Angeles Rams   | Los Angeles Rams   | Los Angeles Rams   | Los Angeles Rams   | Los Angeles Rams   | Los Angeles Rams   | Los Angeles Rams   | Los Angeles Rams   | Los Angeles Rams   | Los Angeles Rams   | Los Angeles Rams   | Los Angeles Rams   | Los Angeles Rams   | Los Angeles Rams   | Los Angeles Rams   | Los Angeles Rams   | Los Angeles Rams   | Los Angeles Rams   | Los Angeles Rams   | Los Angeles Rams   | Los Angeles Rams   | St. Louis Rams     | St. Louis Rams     | St. Louis Rams     | St. Louis Rams     | St. Louis Rams     | St. Louis Rams     | St. Louis Rams     |
| Baltimore Colts                         | Baltimore Colts                         | Baltimore Colts                         | New Orleans Saints | New Orleans Saints | New Orleans Saints | New Orleans Saints | New Orleans Saints | New Orleans Saints | New Orleans Saints | New Orleans Saints | New Orleans Saints | New Orleans Saints | New Orleans Saints | New Orleans Saints | New Orleans Saints | New Orleans Saints | New Orleans Saints | New Orleans Saints | New Orleans Saints | New Orleans Saints | New Orleans Saints | New Orleans Saints | New Orleans Saints | New Orleans Saints | New Orleans Saints | New Orleans Saints | New Orleans Saints | New Orleans Saints | New Orleans Saints | New Orleans Saints | New Orleans Saints | New Orleans Saints | New Orleans Saints | New Orleans Saints |
| San Francisco 49ers                     |                                         |                                         |                    |                    |                    |                    |                    |                    |                    |                    |                    |                    |                    |                    |                    |                    |                    |                    |                    |                    |                    |                    |                    |                    |                    |                    |                    |                    |                    |                    |                    |                    |                    |                    |
|                                         |                                         |                                         |                    |                    |                    |                    |                    |                    | Seattle Seahawks   |                    |                    |                    |                    |                    |                    |                    |                    |                    |                    |                    |                    |                    |                    |                    |                    |                    |                    | Carolina Panthers  | Carolina Panthers  | Carolina Panthers  | Carolina Panthers  | Carolina Panthers  | Carolina Panthers  | Carolina Panthers  |

| 2000-talet |                |                |                |                |                |                |                |                |                |                |                |                |                |                  |                  |                  |                  |                  |                  |                  |
| 02 | 03             | 04             | 05             | 06             | 07             | 08             | 09             | 10             | 11             | 12             | 13             | 14             | 15             | 16[B]            | 17               | 18               | 19               | 20               | 21               | 22               |
| Arizona Cardinals |                |                |                |                |                |                |                |                |                |                |                |                |                |                  |                  |                  |                  |                  |                  |                  |
| St. Louis Rams | St. Louis Rams | St. Louis Rams | St. Louis Rams | St. Louis Rams | St. Louis Rams | St. Louis Rams | St. Louis Rams | St. Louis Rams | St. Louis Rams | St. Louis Rams | St. Louis Rams | St. Louis Rams | St. Louis Rams | Los Angeles Rams | Los Angeles Rams | Los Angeles Rams | Los Angeles Rams | Los Angeles Rams | Los Angeles Rams | Los Angeles Rams |
| San Francisco 49ers |                |                |                |                |                |                |                |                |                |                |                |                |                |                  |                  |                  |                  |                  |                  |                  |
| Seattle Seahawks |                |                |                |                |                |                |                |                |                |                |                |                |                |                  |                  |                  |                  |                  |                  |                  |
| Laget ej i divisionen Divisionen vann Super Bowl Divisionen vann NFC-mästerskapet Divisionen vann NFL-mästerskapet, förlorade Super Bowl III |                |                |                |                |                |                |                |                |                |                |                |                |                |                  |                  |                  |                  |                  |                  |                  |

A 1995 bildas Carolina Panthers och Rams flyttar till St. Louis, Missouri.
B  Innan säsongen 2016 flyttade Rams tillbaka till Los Angeles.

## Divisionsvinnare
| Säsong | Lag                 | Säsongsresultat | Slutspel |
| ------ | ------------------- | --------------- | --- |
| 2005   | Seattle Seahawks    | 13-3            | Vann Divisional playoffs (Redskins) 20-10 Vann NCF-mästerskapet (Panthers) 34-14 Förlorade Super Bowl XL (Steelers) 10-21                                          |
| 2006   | Seattle Seahawks    | 9-7             | Vann Wild Card playoffs (Cowboys) 21-20 Förlorade Divisional playoffs (Bears) 24-27 (ÖT)                                                                           |
| 2007   | Seattle Seahawks    | 10-6            | Vann Wild Card playoffs (Redskins) 35-14 Förlorade Divisional playoffs (Packers) 20-42                                                                             |
| 2008   | Arizona Cardinals   | 9-7             | Vann Wild Card playoffs (Falcons) 30-24 Vann Divisional playoffs (Panthers) 33-13 Vann NFC-mästerskapet (Eagles) 32-25 Förlorade Super Bowl XLIII (Steelers) 23-27 |
| 2009   | Arizona Cardinals   | 10-6            | Vann Wild Card playoffs (Packers) 51-45 (ÖT) Förlorade Divisional playoffs (Saints) 14-45                                                                          |
| 2010   | Seattle Seahawks    | 7-9             | Vann Wild Card playoffs (Redskins) 35-14 Förlorade Divisional playoffs (Packers) 20-42                                                                             |
| 2011   | San Francisco 49ers | 13-3            | Vann Wild Card playoffs (Saints) 36-32 Förlorade NCF-mästerskapet (Giants) 17-20 (ÖT)                                                                              |
| 2012   | San Francisco 49ers | 11-4-1          | Vann Divisional playoffs (Packers) 45-31 Vann NCF-mästerskapet (Falcons) 28-24 Förlorade Super Bowl XLVII (Ravens 31-34                                            |
| 2013   | Seattle Seahawks    | 13-3            | Vann Divisional playoffs (Saints) 23-15 Vann NCF-mästerskapet (49ers) 23-17 Vann Super Bowl XLVIII (Broncos 43-8                                                   |
| 2014   | Seattle Seahawks    | 12-4            | Vann Divisional playoffs (Panthers) 31-17 Vann NCF-mästerskapet (Packers) 28-22 (ÖT) Förlorade Super Bowl XLIX (Patriots 24-28                                     |
| 2015   | Arizona Cardinals   | 13-3            | Vann Divisional playoffs (Packers) 26-20 (ÖT) Förlorade NCF-mästerskapet (Panthers) 15-49                                                                          |
| 2016   | Seattle Seahawks    | 10-5-1          | Vann Wild Card playoffs (Lions) 26-6 Förlorade Divisional playoffs (Falcons) 20-36                                                                                 |
| 2017   | Los Angeles Rams    | 11-5            | Förlorade Wild Card playoffs (Falcons) 13-26 |
| 2018   | Los Angeles Rams    | 13-3            | Vann Divisional playoffs (Cowboys) 30-22 Vann NFC-mästerskapet (Saints) 26-23 (ÖT) Förlorade Super Bowl LIII (Patriots) 3-13                                       |
| 2019   | San Francisco 49ers | 13-3            | Vann Divisional playoffs (Vikings) 27-9 Vann NFC-mästerskapet (Packers) 37-29 Förlorade Super Bowl LIV (Chiefs) 20-31                                              |